# Fleury-la-Forêt
Fleury-la-Forêt település Franciaországban, Eure megyében. Lakosainak száma 289 fő (2022. január 1.). Fleury-la-Forêt Beauficel-en-Lyons, Bosquentin, Lilly, Lorleau, Bézancourt és La Feuillie községekkel határos.

## Népesség
A település népességének változása:
| Lakosok száma | 261  | 215  | 197  | 269  | 280  | 271  | 265  | 259  | 269  | 289  |
|               | 1968 | 1982 | 1990 | 2006 | 2013 | 2015 | 2017 | 2019 | 2020 | 2022 |